# Tołstojówka

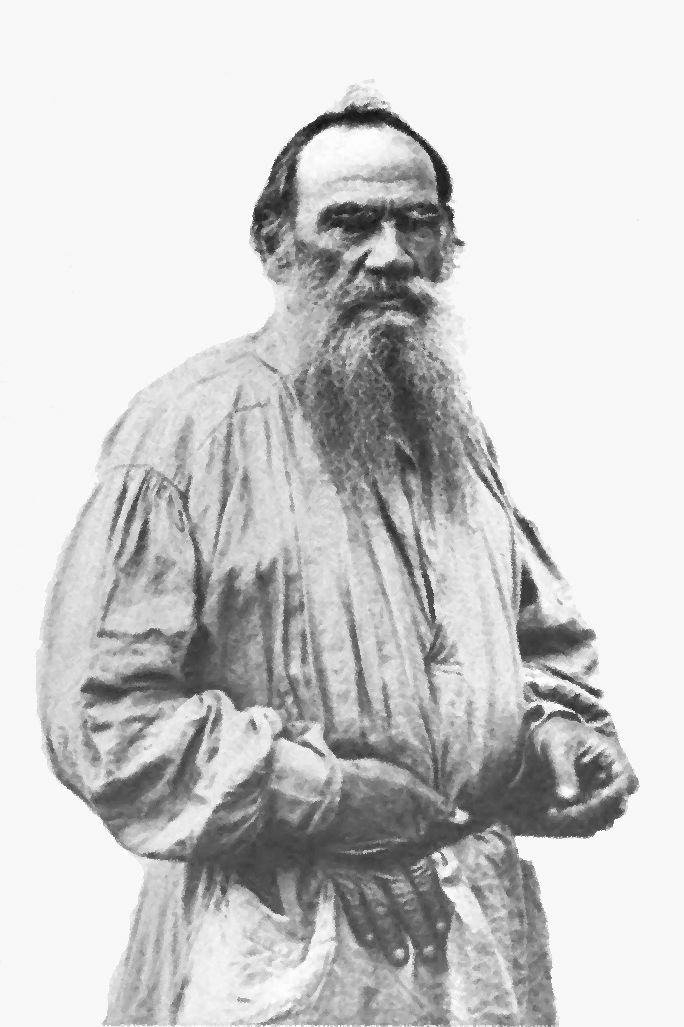
Lew Tołstoj w swojej legendarnej koszuli

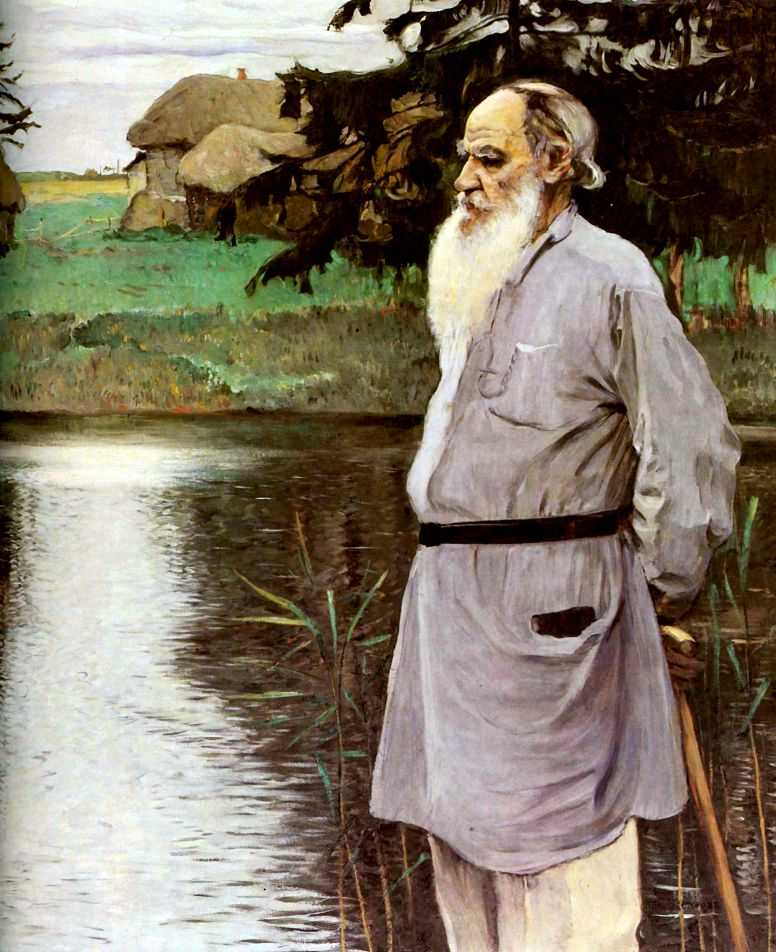
Portret Lwa Tołstoja w Jasnej Polanie z 1917 roku, pędzla Niestierowa

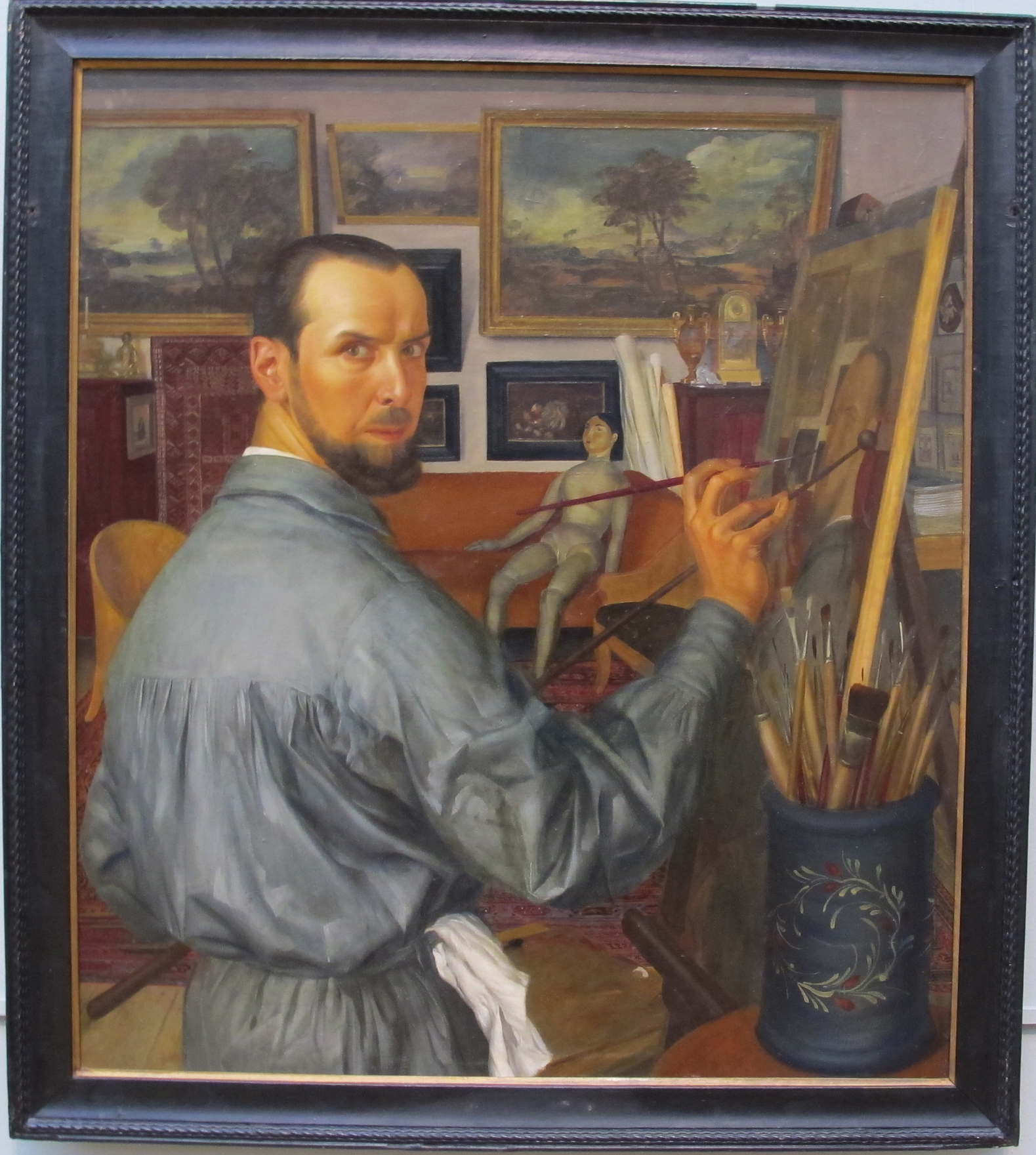
Autoportret Aleksandra Jakowlewa w tołstojówce, 1917, Galeria Tretiakowska

Tołstojówka – dość długa i obszerna koszula męska z długimi rękawami, często na karczku  z gęstymi marszczeniami, szyta z jednokolorowych tkanin, noszona na wierzchu spodni i przewiązywana w talii paskiem, której nazwa pochodzi od nazwiska Lwa Tołstoja.

## Opis
Tołstojówka jest długą i luźną, płócienną jednokolorową męską koszulą z długimi rękawami, czasami na karczku z gęstymi marszczeniami, która jest noszona na wierzch spodni i stanowi rodzaj wierzchniej odzieży. W talii jest przewiązywana paskiem.
Jej prototypem była długa koszula-rubaszka, którą lubił nosić Lew Tołstoj i właśnie od nazwiska pisarza pochodzi jej nazwa.  
Tołstojówka różniła się od chłopskiej koszuli kosoworotki m.in. tym, że rozcięcie było położone z przodu na środku, a nie z boku, a od innych rubaszek bardziej dowolnym fasonem.

## Historia
Tołstoj dopiero w latach 60. XIX wieku zaczął nosić szerokie koszule-rubaszki z kołnierzykiem-stójką, a w stylu europejskim ubierał się jedynie, gdy jechał do Moskwy. Wszystkie koszule Tołstoja, późniejsze tołstojówki, były szyte przez jego żonę Sofiję Tołstoj. Nosząc takie proste koszule arystokrata Tołstoj próbował przybliżyć się do prostych ludzi ze względu na swoje przekonania ideologiczne. 
W ślad za pisarzem tołstojówki zaczęli nosić zwolennicy jego ideałów: pacyfizmu, wegetarianizmu i powrotu do wczesnych wartości chrześcijańskich, oraz wielbiciele i naśladowcy. W ten sposób od drugiej połowy lat 80. XIX wieku tołstojówki stały się modne. 
Tołstojówki były także popularne w pierwszych latach po rewolucji z 1917 roku, nie tyle ze względu na licznych naśladowców Tołstoja, co w związku z tym, że garnitur, a tym bardziej surdut i wykrochmalona koszula męska były uważane za wrogie narodowo, podczas gdy tołstojówki uchodziły za okrycie demokratyczne.
Moda na tołstojówki trwała do połowy lat 30. XX wieku.
W dalszym ciągu koszule podobne do tołstojówki są używane w świecie artystów jako rodzaj roboczego okrycia, na wzór XIX-wiecznych malarzy i rzeźbiarzy.